# Angela von und zu Liechtenstein
Prinzessin Angela von und zu Liechtenstein, Gräfin zu Rietberg, (* 3. Februar 1958 als Ángela Gisela Brown Burke in Bocas del Toro, Panama) ist eine panamaisch-liechtensteinische Modedesignerin und seit 2000 die Ehefrau von Prinz Maximilian von und zu Liechtenstein. Damit gilt sie als erster Mensch afrikanischer (und lateinamerikanischer) Abstammung, der in eine europäische Herrscherfamilie eingeheiratet hat. Wie alle Mitglieder des Hauses hat sie die Anrede Ihre Durchlaucht und führt das Wappen des Fürstlichen Hauses.

## Biographie

### Geburt
Ángela Gisela Brown Burke kam in Bocas del Toro als Tochter des Unternehmers Javier Francisco Brown und der Hausfrau Silvia Maritza Burke als Afropanamaerin zur Welt. Schon als Kind zog sie mit der Familie nach New York City und besuchte dort die Grund- und Sekundarschule.

### Ausbildung
Nach ihrem Highschool-Abschluss in New York City studierte sie Mode an der Parsons School of Design, die sie 1979 mit einem Bachelor of Arts mit „Certificate of Graduation“ abschloss. Für Entwurf und Ausführung eines gestreiften Jumpsuits aus Seide bekam sie im Abschlussjahr von Óscar de la Renta den „Gold Thimble“-Preis überreicht. Nachdem sie drei Jahre als Stylistin gearbeitet hatte, gründete sie ein eigenes Unternehmen in New York City unter dem Modelabel „A. Brown“. Bis September 1999 war sie Creative Director der Modemarke Adrienne Vittadini.

### Heirat und Familie
Ángela Gisela Brown Burke und Prinz Maximilian von und zu Liechtenstein lernten sich 1997 auf einer privaten Party in New York City kennen. Im Jahre 1999 kündigte das Fürstentum Liechtenstein die bevorstehende Hochzeit an. Sie heirateten am 21. Januar 2000 standesamtlich in Vaduz und feierten am 29. Januar die kirchliche Hochzeit in St. Vincent Ferrer in Manhattan. Wie schon zuvor ihre Schwägerin Prinzessin Tatjana trug sie während der Hochzeit das Kinsky-Diadem ihrer Schwiegermutter Marie Gräfin Kinsky von Wchinitz und Tettau. Ihr Hochzeitskleid entwarf sie selbst.
Erstmals heiratete ein Mensch afrikanischer Abstammung in eines der wenigen noch regierenden Häuser Europas ein. Der Verbindung stimmte der regierende Fürst und Vater des Ehemanns, Hans-Adam II., vollumfänglich zu. Während sich einige Mitglieder des Fürstenhauses schockiert dazu äußerten und durch die Heirat zwischen zwei unterschiedlichen Ethnien das Ende einer Ära annahmen, sagten andere der Fürstenfamilie die volle Unterstützung zu.
Prinz Maximilian und Prinzessin Angela von und zu Liechtenstein haben einen Sohn, Prinz Alfons Constantin Maria von und zu Liechtenstein (* 18. Mai 2001 in London), derzeit 6. der liechtensteinischen Thronfolge.
Die Familie lebt in Deutschland. 